# Gottfrid Fröderberg
Gottfrid Fröderberg (i riksdagen kallad Fröderberg i Arbrå), född 24 oktober 1887 i Arbrå, död där 21 januari 1972, var en svensk folkskollärare och politiker (folkpartist). 
Gottfrid Fröderberg, som var son till en skräddare, arbetade i ungdomen som soldat och järnvägsarbetare för att därefter vara folkskollärare i Arbrå 1917-1952. Han var också ombudsman för Frisinnade landsföreningens, senare Folkpartiets, valkretsförbund i Gävleborgs län 1921-1937. I Arbrå var han municipalstämmans ordförande 1920-1923 och 1932-1935 samt kommunalfullmäktiges ordförande 1923.
Han var riksdagsledamot i andra kammaren för Gävleborgs läns valkrets från den 2 november 1942 till 1952. I riksdagen var han bland annat ledamot i bankoutskottet 1947-1952. Han engagerade sig i skilda ämnen med viss tonvikt på understöd åt behövande grupper.